# If Not for You
If Not for You è una canzone di Bob Dylan pubblicata sul suo album New Morning del 1970.

## Il brano

### Versione di Bob Dylan
Ad aprire le danze dell'LP New Morning, pubblicato il 21 ottobre 1970, è If Not for You, di cui è uno dei brani centrali; rappresenta uno dei pochi pezzi sul 33 giri che ricorda lo stile tradizionale di Bob Dylan, il quale, su quest'album, ha registrato tracce con influenze di altri generi. In buona parte degli Stati dell'Europa occidentale, in Nuova Zelanda ed in Venezuela, questa canzone venne pubblicata su un 45 giri (b-side: New Morning) dalla CBS Records con il numero di catalogo 7092, o, più raramente, S 7092, 15.028 e BA 461336; il singolo arrivò alla trentesima posizione nei Paesi Bassi; nel corso dei decenni, ci fu qualche sporadica ristampa del singolo. In seguito, If Not for You venne inclusa sulle raccolte Bob Dylan's Greatest Hits Vol. II (1971), Masterpieces (1978), Biograph (1985) e The Essential Bob Dylan (2000). Un'altra versione del brano appare su The Bootleg Series Volumes 1-3 (Rare & Unreleased) 1961-1991 (1991); quest'ultima, registrata il 1º maggio 1970, presenta una parte di slide guitar suonata dall'ex-beatle George Harrison, il quale aveva improvvisato e/o registrato con il chitarrista statunitense brani che apparvero su New Morning, cover di vecchi pezzi rock and roll come Matchbox ed altro materiale, tra cui la loro scherzosa versione di Yesterday; i due musicisti si erano incontrati il 29 del mese precedente assieme a Derek Taylor, ed il 30 avevano registrato assieme una prima versione di I'd Have You Anytime e When Everybody Comes to Town; Harrison e Taylor ritornarono nel Regno Unito il 5 maggio.

### Versione di George Harrison
Dopo queste sessioni, George Harrison incluse la sua reinterpretazione di If Not for You nel suo triplo album All Things Must Pass, di cui le registrazioni iniziarono il 26 maggio 1970 e durarono quasi ininterrottamente fino ai primi giorni di novembre. Il 17 agosto, il co-produttore Phil Spector ascoltò un mixaggio provvisorio dell'album, e scrisse al chitarrista le sue idee circa il mix definitivo e circa le eventuali sovraincisioni da fare; riguardo If Not for You, il produttore statunitense scrisse che la base musicale andava bene, e che l'unico problema della traccia era il volume basso della voce, per il quale suggerì di occuparsene nelle ultime fasi di lavorazione del disco. Nella registrazione, Harrison è attorniato da amici: infatti, Ringo Starr era il batterista dei Beatles, in cui era entrato su iniziativa del chitarrista, e, dello stesso periodo, sono Klaus Voorman, conosciuto ad Amburgo nei primi anni dell'esistenza del complesso, e Billy Preston, anch'esso conosciuto in territorio tedesco, e suonò nella band durante le Get Back Sessions; Gary Wright continuò a collaborare con l'ex-beatle nel corso degli anni, e compose assieme a lui If You Believe, brano apparso nell'album George Harrison (1979). Alan White era entrato probabilmente per la prima volta musicalmente a contatto con un membro dei Fab Four partecipando al Festival di Toronto in un concerto come membro della Plastic Ono Band; lo spettacolo venne incluso nel live album Live Peace in Toronto 1969 (1969).
Questa cover segnò l'inizio di una tradizione nella discografia harrisoniana, l'inclusione di una versione del chitarrista di un brano di un altro artista, come Bye Bye Love, pubblicata, con qualche modifica al testo, su Dark Horse (1974). Su All Things Must Pass, If Not for You occupa la settima posizione, la seconda del lato A del primo disco, ove è posta tra il singolo What Is Life e Behind That Locked Door; nel triplo album, pubblicato a fine novembre 1970 dalla Apple Records, compare anche I'd Have You Anytime, una composizione firmata Harrison-Dylan.

#### Formazione
- George Harrison: voce, chitarra, armonica a bocca
- Klaus Voormann: basso elettrico
- Gary Wright: pianoforte
- Billy Preston: organo
- Alan White: batteria
- Ringo Starr: tamburello[9]

### Bob Dylan & George Harrison
Bob Dylan e George Harrison suonarono la canzone nel soundcheck del Concert for Bangla Desh, il primo concerto benefico della storia, avvenuto il 1º agosto 1971; oltre i due chitarristi, erano presenti altre stars di fama mondiale come Eric Clapton e Ravi Shankar, e fu una delle poche esibizioni live di Dylan del periodo. If Not for You non venne però suonata nel concerto, e questo è dimostrato anche dall'assenza dal triplo album dal vivo The Concert for Bangladesh (1971).

### Olivia Newton-John
Olivia Newton-John incluse If Not for You in un omonimo album del 1971, oltre che a pubblicarla come singolo(lato B: The Biggest Clown) sotto varie etichette, principalmente la Polydor Records, ma anche la UNI e la Ricordi. La cantante ricordò che era restia all'idea di registrare questa cover, sebbene abbastanza consona per il suo stile del periodo, ma che venne convinta dai suoi produttori, Bruce Welch e John Farrar, che riuscirono a far giungere la sua versione al successo. Questa interpretazione del brano venne registrata con un cane nello studio di registrazione, che infatti "partecipa" all'incisione con qualche guaito. Il 45 giri fu il primo successo internazionale della Newton-John, arrivando alla settima posizione nel Regno Unito e alla venticinquesima negli States; l'anno seguente, la donna ebbe un'altra hit con What Is Life, originariamente interpretata da George Harrison su All Things Must Pass (1970).

### Altre versioni
Dopo le reinterpretazioni di George Harrison e di Olivia Newton-John, seguirono una quindicina di versioni di If Not for You; tra gli artisti che si sono cimentati nell'interpretazione del pezzo si annoverano Sarah Vaughan (1972), Glen Campbell (1973), Richie Havens (1976), Rod Stewart (2006) e Bryan Ferry (2007); cover meno importanti uscirono anche negli anni ottanta e negli anni novanta.
Nel 2019 Gian Pieretti ne ha realizzato una versione in italiano nel suo album Nobel, dedicato a cover di Dylan, intitolata Lo sai anche tu .